# Dietrich Löffler
Dietrich Löffler (* 21. Januar 1936 in Dresden; † 22. März 2021) war ein deutscher Literaturwissenschaftler und Literatursoziologe.

## Leben
Nach dem Studium der Germanistik und Philosophie in Leipzig und der Promotion 1963 an der Universität Leipzig war er dort von 1977 bis 1993 Dozent. Ab 1984 war er außerordentlicher Professor für Literaturtheorie an der Martin-Luther-Universität Halle-Wittenberg.
Sein Sohn Andreas Löffler ist ein Wirtschaftswissenschaftler.

## Schriften (Auswahl)
- „Heinrich von Ofterdingen“ als romantischer Roman. Leipzig 1963, OCLC 750737123.
- mit Mathias Tullner: Frauen und Männer aus Deutschlands Mitte. Persönlichkeiten aus der Geschichte Sachsen-Anhalts. Halle 1996, ISBN 3-354-00897-0.
- Zwischen Literaturvertrieb und Buchmarkt. Der Buchmarkt der DDR seit den siebziger Jahren. Halle 2000, OCLC 216585362.
- Buch und Lesen in der DDR. Ein literatursoziologischer Rückblick. Berlin 2011, ISBN 3-86153-636-6.